# John Lannan
John Edward Lannan, ameriški poklicni bejzbolist, * 27. september 1984, Long Beach, New York.
Lannan je poklicni metalec in trenutno član moštva Omaha Storm Chasers, ki je podružnica ekipe Kansas City Royals. 
Moštvo iz Washingtona ga je kot študenta kolidža Siena College izbralo v 11. krogu s skupno 324. izbiro na naboru lige MLB leta 2005. 

## Nabor metov
Lannan uporablja pet različnih metov. Njegov glavni met je 2-šivna hitra žoga, ki doseže 143-146 km/h, uporablja pa še 4-šivno hitro žogo (141-146), drsalca (127-133), oblinarko (119-123) in spremenljivca (135-141). Proti levičarjem uporablja predvsem hitri žogi in drsalca, proti desničarjem pa tej mešanici doda še spremenljivca. V položajih z dvema udarcema se najpogosteje poslužuje drsalca.